# أوكرانيا الكارباتية

حدود أوكرانيا الكارباتية

أوكرانيا الكارباتية (بالأوكرانية: Карпатська Україна) منطقة ذاتية الحكم ضمن جمهورية تشيكوسلوفاكيا منذ أواخر عام 1938 حتى 15 مارس 1939. أعلنت أوكرانيا الكارباتية نفسها جمهورية مستقلة في 15 مارس 1939 إلا أنها سرعان ما احتلت من قبل مملكة المجر في 18 مارس وبقيت ضمن المجر حتى عام 1944 حينما احتل الألمان المجر.